# Hillsborough County (New Hampshire)
Hillsborough County je okres amerického státu New Hampshire založený v roce 1769. Správním sídlem jsou města Manchester a Nashua.

## Sousední okresy
| Růžice kompasu | Sullivan County                 | Merrimack County                    |                             | Růžice kompasu |
| Růžice kompasu | Cheshire County                 | Sever                               | Rockingham County           | Růžice kompasu |
| Růžice kompasu | Cheshire County                 | Hillsborough County (New Hampshire) | Rockingham County           | Růžice kompasu |
| Růžice kompasu | Cheshire County                 | Jih                                 | Rockingham County           | Růžice kompasu |
| Růžice kompasu | Worcester County, Massachusetts | Middlesex County, Massachusetts     | Essex County, Massachusetts | Růžice kompasu |